# AE: Apocalypse Earth
AE: Apocalypse Earth este un film SF de acțiune direct-pe-video  produs de The Asylum. În rolurile principale interpretează actorii Adrian Paul și Richard Grieco. A fost lansat la 28 martie 2013 pe discuri Blu-ray și DVD. Filmul este realizat pentru a beneficia de pe urma apariției filmului de mare buget After Earth.

## Prezentare
Pământul este confruntat cu o invazie extraterestră, iar o navă terestră având refugiați la bord reușește să scape pentru a salva rasa umană de la extincție. Lt. Frank Baum supraveghează civilii care se înghesuie să intre în navă, dar în cele din urmă ajunge blocat pe navă. Deși dorește să se întoarcă pentru a lupta pentru eliberarea Pământului, căpitanul navei îi arată că nu poate schimba legile fizicii, nava a intrat în accelerare aproape de viteza luminii și nu mai poate fi întoarsă din drum. Baum rămâne pentru a proteja echipajul. Toți oamenii sunt puși în stare de animație suspendată și nava continuă călătoria pe pilot automat. Baum se trezește în timp ce nava se prăbușește pe o planetă necunoscută locuită de oameni având o culoare palid-albă. Aceștia cât și membrii supraviețuitori ai navei prăbușite sunt atacați de Cameleoni, ființe invizibile protejate de un camuflaj activ. În cele din urmă Baum și ceilalți află cu stupefacție cât a durat călătoria navei până la prăbușire și care este identitatea reală a planetei pe care au ajuns.

## Distribuție
- Adrian Paul 	este Lt. Frank Baum
- Richard Grieco 	este Capt. Sam Crowe
- Bali Rodriguez 	este Lea
- Gray Hawks 	este TIM

## Legături externe
- AE: Apocalypse Earth la Internet Movie Database
- AE: Apocalypse Earth Arhivat în 17 septembrie 2013, la Wayback Machine. at The Asylum

## Vezi și
- Listă de filme SF de acțiune